# Importació d'armes per part de l'IRA
La importació d'armes per part de l'IRA fa referència al procés organitzat mitjançant el qual l'IRA Provisional va proveir-se d'armes provinents principalment dels Estats Units i de Líbia per dur a terme els seus atemptats i atacs contra posicions britàniques. No s'inclouen les partides d'armes que van obtenir furtant-les als britànics o les que van fabricar amb peces estrangeres, sinó únicament l'armament important en el si de les operacions organitzades amb agents exteriors especialment destinats a aquesta tasca.
Part d'aquests moviments són coneguts per les detencions practicades pel FBI i altres cossos de seguretat, que van permetre interceptar alguns enviaments massius. La major part de la informació, però, data de 2005, amb l'entrega de l'arsenal oficial després de les negociacions de pau.

## Tipus d'armes

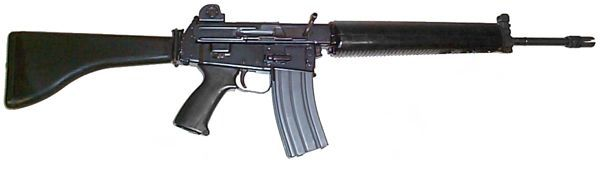
El rifle ArmaLite AR-18, una de les armes històriques de l'IRA Provisional